# 강릉솔향수목원
강릉솔향수목원은 강릉시 구정면 구정리 산135번지 일원에 2008년부터 조성하여 2013년 10월 30일 개원한 수목원이다. 약78.5ha(24만평)에 부지에 23개의 테마를 갖고 1,127종 22만본의 식물로 조성되어 있다. 천년숨결치유의길, 솔숲광장, 야생화를 주제로한 비비추원, 원추리원, 약용식물원, 염료식물원 등의 전시원을 갖추고 있다.

## 연혁
- 2013년 11월 20일 전시온실 조성
- 2013년 10월 30일 강릉솔향수목원 정식 개원
- 2013년 10월 23일 강릉솔향수목원 등록 (제 강원-02호)
- 2012년  2월 29일 솔향수목원담당 신설
- 2011년 12월  1일 임시개장
- 2011년 11월 30일 사업준공
- 2008년  9월 29일 기공식(사업착공)
- 2008년  7월  7일 착공
- 2008년  6월  9일 수목원조성계획승인(강원도고시 제2008-137)
- 2007년  5월 29일 수목원조성 사전타당성 심사승인(산림청)
- 2007년  4월 16일 ~ 2008년 1월 31일 기본계획·실시설계 완료
- 2006년  8월 수목원조성 대상지 선정 및 계획수립